# مايك توماس (كاتب)
مايك توماس (بالإنجليزية: Mike Thomas)‏ هو كاتب بريطاني، ولد في 1971.

## وصلات خارجية
- الموقع الرسمي